# 山崎恒 (政治家)
山崎 恒（やまざき ひさし、1901年（明治34年）7月1日 - 1983年（昭和58年）12月17日）は、昭和期の農業協同組合指導者、政治家。参議院議員（1期）。

## 経歴
千葉県匝瑳郡匝瑳村中台（八日市場町、八日市場市中台を経て現匝瑳市中台）出身。1919年（大正8年）茂原農学校（千葉県立茂原農業高等学校を経て現千葉県立茂原樟陽高等学校）を卒業した。
千葉県匝瑳村農業会長、同村産業組合長、千葉県農会議員、同県信用販売購買連合会専務理事、同食糧営団理事、同農業会会長、全国販売農業協同組合連合会長、中央蚕糸協会理事、全国乾繭協同組合連合会副会長、全国農業共済協会理事、農民教育協会理事、千葉県農業協同組合連合会理事、同農業共済保険組合連合会長、東邦海運取締役、共栄火災海上保険取締役、関東いすゞ自動車販売（現関東いすゞ自動車）取締役、いすゞ産業社長などを務めた。
1947年（昭和22年）4月の第1回参議院議員通常選挙で千葉県地方区から無所属で出馬して当選し、改進党に所属して参議院議員に1期在任した。この間、参議院農林委員長などを務めた。
政界引退後は、千葉県人事委員会委員長、同県農業共済組合連合会長、匝瑳農業共済組合長、千葉興業銀行取締役、千葉県立茂原農業高等学校同窓会長などを務めた。1971年（昭和46年）秋の叙勲で勲三等旭日中綬章受章（勲六等からの昇叙）。
1983年（昭和58年）12月17日死去、82歳。死没日をもって正七位から正五位に叙される。